# Aeroportul Chichen Itza
Aeroportul Chichen Itza (IATA: CZA, ICAO: MMCT) este un aeroport din Yucatán, Mexic ce deservește zona Chichén Itzá. Aeroportul a fost tranzitat în 2021 de 3.443 de pasageri. A fost numit după zona deservită.
Situat la o altitudine de 31 m, aeroportul dispune de o singură pistă.